# راچل مک‌کوئیلن
راچل مک‌کوئیلن (انگلیسی: Rachel McQuillan؛ زادهٔ ۲ دسامبر ۱۹۷۱) تنیس‌باز اهل استرالیا است.
وی در مسابقات کشوری و بین‌المللی در مجموع برندهٔ ۱ مدال برنز شده‌است.